# Махтеш
Махтеш (ивр. מכתש‎) — форма земного рельефа, кратер, образованный эрозией. Ивритский термин «махтеш», в переводе обозначающий ступу, первоначально относился к нескольким однотипным формам рельефа в пустыне Негев и впоследствии был принят в качестве международного термина и включён в геологические словари.

## Геология
Хотя махтеш представляет собой разновидность кратера, процесс его образования отличается от процесса образования вулканических и ударных (метеоритных) кратеров. Такой кратер образуется в результате эрозии твёрдых пород гребня антиклинальной складки и залегающих под ним слоёв более мягких пород. До того, как термин «махтеш» был принят в качестве международного, аналогичные образования в разных регионах называли эрозионными цирками (англ. erosional cirques), слепыми долинами (англ. blind valleys) и ящикообразными каньонами (англ. box canyons).
Для махтешей Негева, откуда берёт начало это название, характерны единообразные условия возникновения:
- стратиграфическое расположение пород, при котором слой твёрдых карбонатных пород залегает поверх более мягкого песчаника
- асимметричная складка с выраженным гребнем
- поверхность размыва, срезающая карбонатные породы в верхнем слое и обнажающая легко выветриваемый песчаник
- наличие глубокой долины, проходящей поперёк антиклинального хребта и эрозионной поверхности. Эта долина становится предшественницей будущего махтеша[3].

Формирование махтеша обусловлено наличием единственного эффективного стока, через который вымывается растворённый известняк. В случае Негева выполнение этого условия было обусловлено возникновением в миоцене разлома Мёртвого моря. В результате Негев и долина Арава оказались наклонены на восток, что обеспечило постоянный сток из района эрозии. В случае наличия больше чем одного стока при сохранении всех прочих условий формируются развитые речные ущелья, известные в частности по горам Юра́ и Аппалачи.

## География
Пять махтешей в Негеве, сформировавшихся на основе четырёх антиклинальных гребней, находятся в районе, известном как «Страна махтеши́м» (англ. Makhteshim Country) и претендующем на статус объекта всемирного наследия ЮНЕСКО. Крупнейший из них — Рамо́н — имеет 38 км в длину и 6 в ширину, в глубину достигая 450 м, и обнажает триасовые породы возрастом до 220 млн лет. Другие крупные махтеши — Хатира́ (ивр. מכתש חֲתִירָה‎; также известен как махтеш Иеруха́м и Большой махтеш) размерами 12×6 км и Хацера́ (ивр. מכתש חֲצֵרָה‎; также известен как Малый махтеш) размерами 7×5 км, глубина обоих составляет от 300 до 400 м. Вдоль складчатой зоны так называемой Сирийской дуги в ближневосточном регионе расположены ещё семь эрозионных кратеров, в том числе махтеш Халаль на Синайском полуострове, по размерам сходный с махтешем ха-Зера.
Эрозионные кратеры известны также в других регионах, хотя и более редки, чем на Ближнем Востоке. Два подобных образования существуют на плато Корат в провинциях Каласин и Саконнакхон на северо-востоке Таиланда. Глубина обоих кратеров составляет около 200 м. Антиклинали с твёрдыми верхними (песчаник) и мягкими внутренними слоями (известняк, глинистый сланец и песок) характерны также для южной части невысоких Пеннинских гор, расположенной на территории Пик-Дистрикта в северной Англии. В этом регионе существует небольшой эрозионный кратер площадью 24 км² с высотой стен до 200 м. Стены этого кратера, в отличие от негевских махтешей, не отвесные, а наклонные, что обусловлено тем, что в роли твёрдого слоя выступает песчаник, а в роли мягкого — известняк.
На юго-западе штата Колорадо, где существуют соляные антиклинали, сформировался кратер размерами 20×8 км и глубиной до 500 м, известный как Синбад-Валли (англ. Sinbad Valley). Сток из этого кратера осуществляется в реку Долорес через ручей Солт-Крик. В Колорадо твёрдый слой антиклинали образован песчаником, а более мягкие нижние слои сложены каменной солью, гипсом, ангидритом и глиной. Специфика соляной антиклинали привела к отличному от остальных случаев процессу формирования кратера: слои соли были размыты грунтовыми водами, после чего произошло обрушение верхнего твёрдого слоя в образовавшуюся полость. Это позволяет колорадскому кратеру отличаться от других по ещё одному параметру: колорадская складка, в отличие от остальных, является симметричной.